# پراسکلیتسه
پراسکلیتسه (به چکی: Prasklice) یک منطقهٔ مسکونی در جمهوری چک است که در ناحیه کرومیریژ واقع شده‌است. پراسکلیتسه ۳٫۹۲ کیلومتر مربع مساحت و ۲۴۰ نفر جمعیت دارد و ۲۵۵ متر بالاتر از سطح دریا واقع شده‌است.